# ČD 680
De ČD 680 ook wel ElettroTreno Rapido genoemd is een elektrisch treinstel van het type Pendolino, bestemd voor het langeafstands-personenvervoer in Tsjechië en naar Slowakije van de Tsjechische spoorwegmaatschappij České Dráhy (ČD).

## Geschiedenis
Het oorspronkelijke order voor Tsjechische kantelbaktreinen is geplaatst bij Fiat Ferroviaria in 2000. Toen Alstom Fiat Ferroviaria overname werd de bestelling veranderd naar Pendolino-treinen. Het eerste treinstel is in 2004 geleverd.
Tijdens de testperiode had de trein problemen met het Tsjechische seinsysteem. Men zei dat de problemen opgelost waren en de treinen kwamen in reguliere dienst vanaf december 2005 tussen Praag en Ostrava. In januari 2006 al hadden alle vijf de treinen problemen met de software en functionaliteit. De mankementen varieerden van een niet werkende airconditioning en verwarming, tot falen in het kantelbaksysteem. Het zogenaamde ERTMS-conforme besturingssysteem ATLAS was niet in staat om meerdere afzonderlijke systemen op basis van verschillende softwareplatforms goed samen te voegen. Soortgelijke problemen zijn ook gemeld met de Finse VR Sm3-treinen. Alle problemen werden opgelost.
De trein was te zien in de James Bond-film Casino Royale, waar het werd laten zien als trein van Zwitserland naar Montenegro, terwijl de trein daar in werkelijkheid niet rijdt. In de film Wanted was de trein te zien met het echte logo van ČD en de uitrusting van de trein zoals hij in het echt is.

## Constructie en techniek
Het treinstel is opgebouwd uit een aluminium frame met luchtgeveerde draaistellen. Het treinstel is uitgerust met kantelbaktechniek. Door deze installatie is het mogelijk dat het rijtuig ongeveer 8° gaat kantelen en daardoor meer comfort in de bochten merkbaar is.

### Nummers
De treinen zijn door de České Dráhy (CD) als volgt genummerd.
- 681 001/007 + 081 001/007 + 683 001/007 + 084 001/007 + 684 001/007 + 082 001/007 + 682 001/007

## Treindiensten
De České Dráhy zet de treinen in op de volgende trajecten:
- Praag - Ostrava
- Enkele ritten per dag rijden door naar Košice, Cheb, Františkovy Lázně en Bohumín

## Foto's

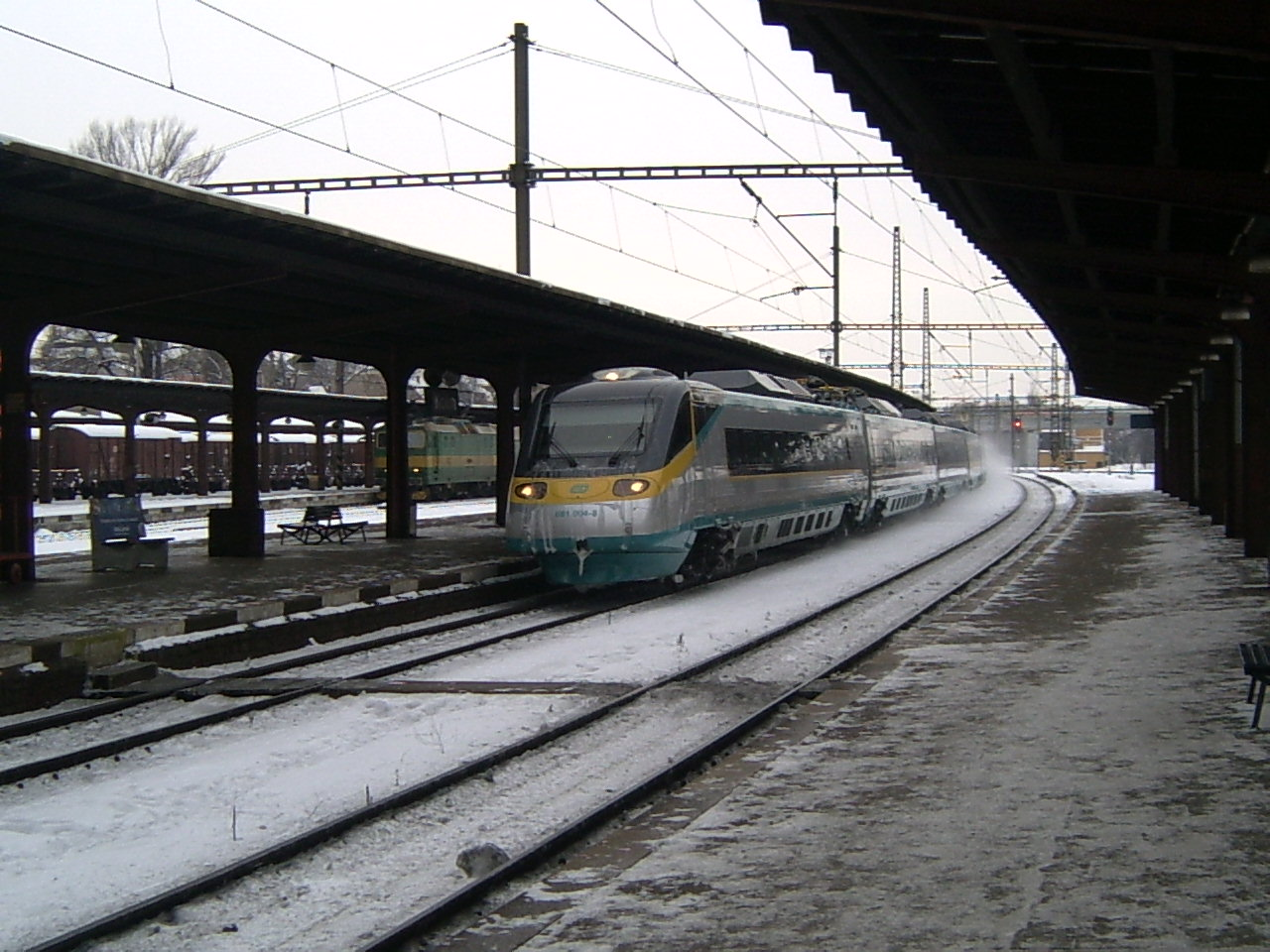
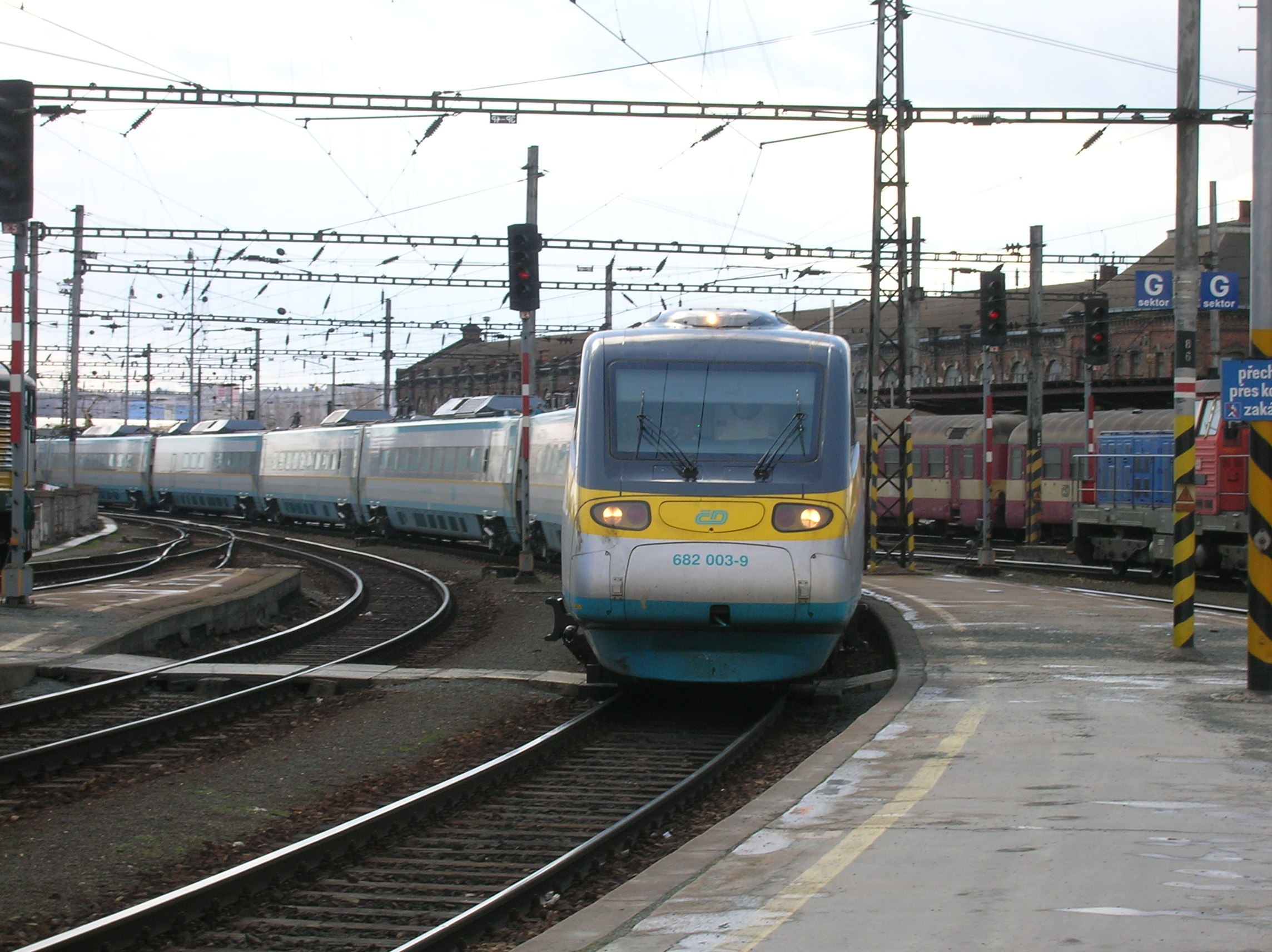
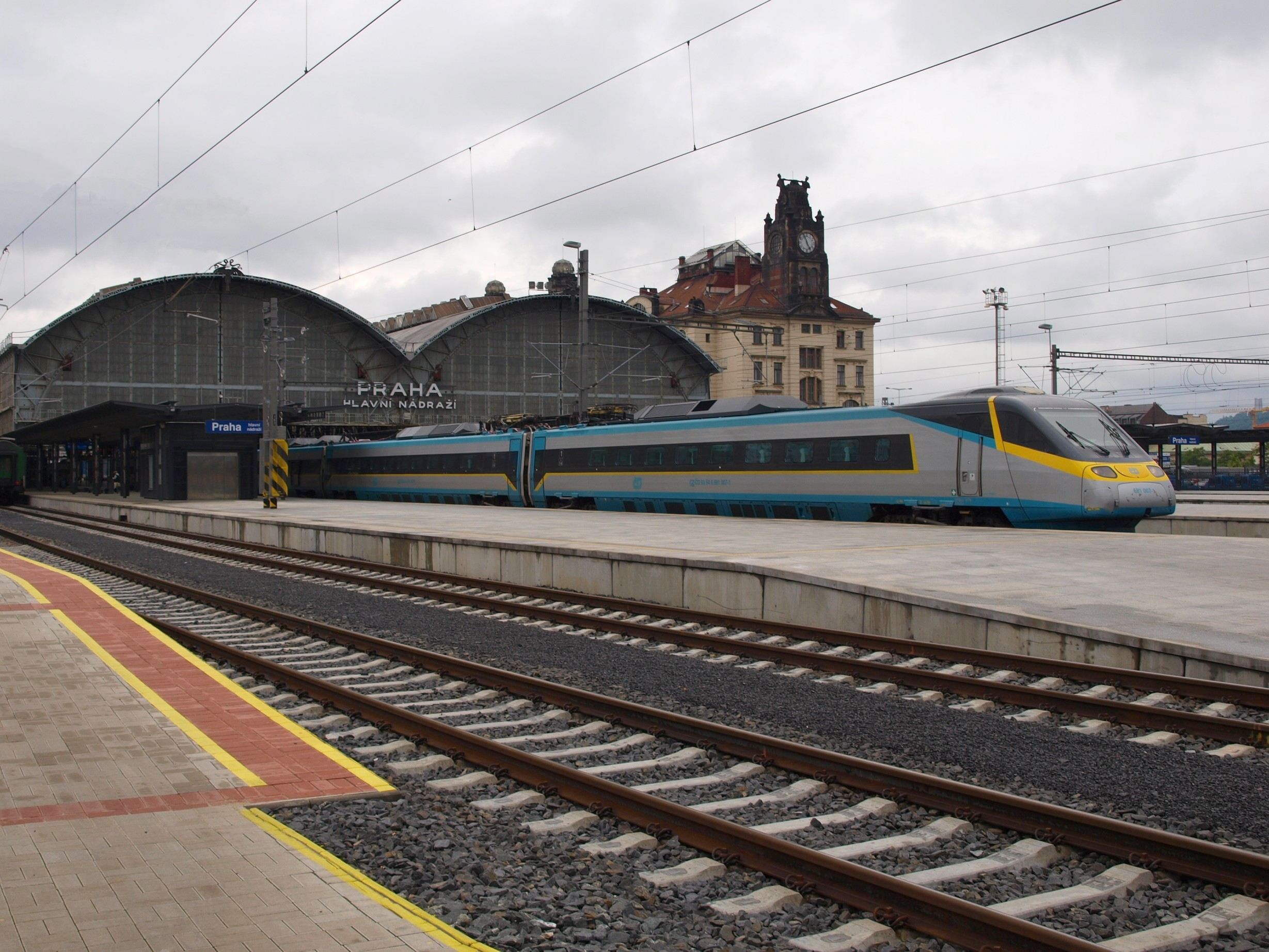
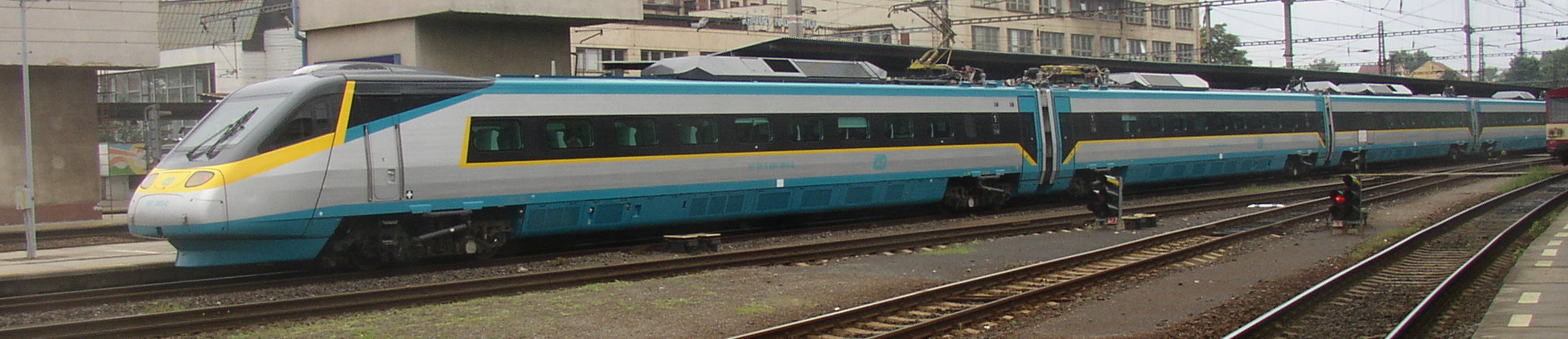
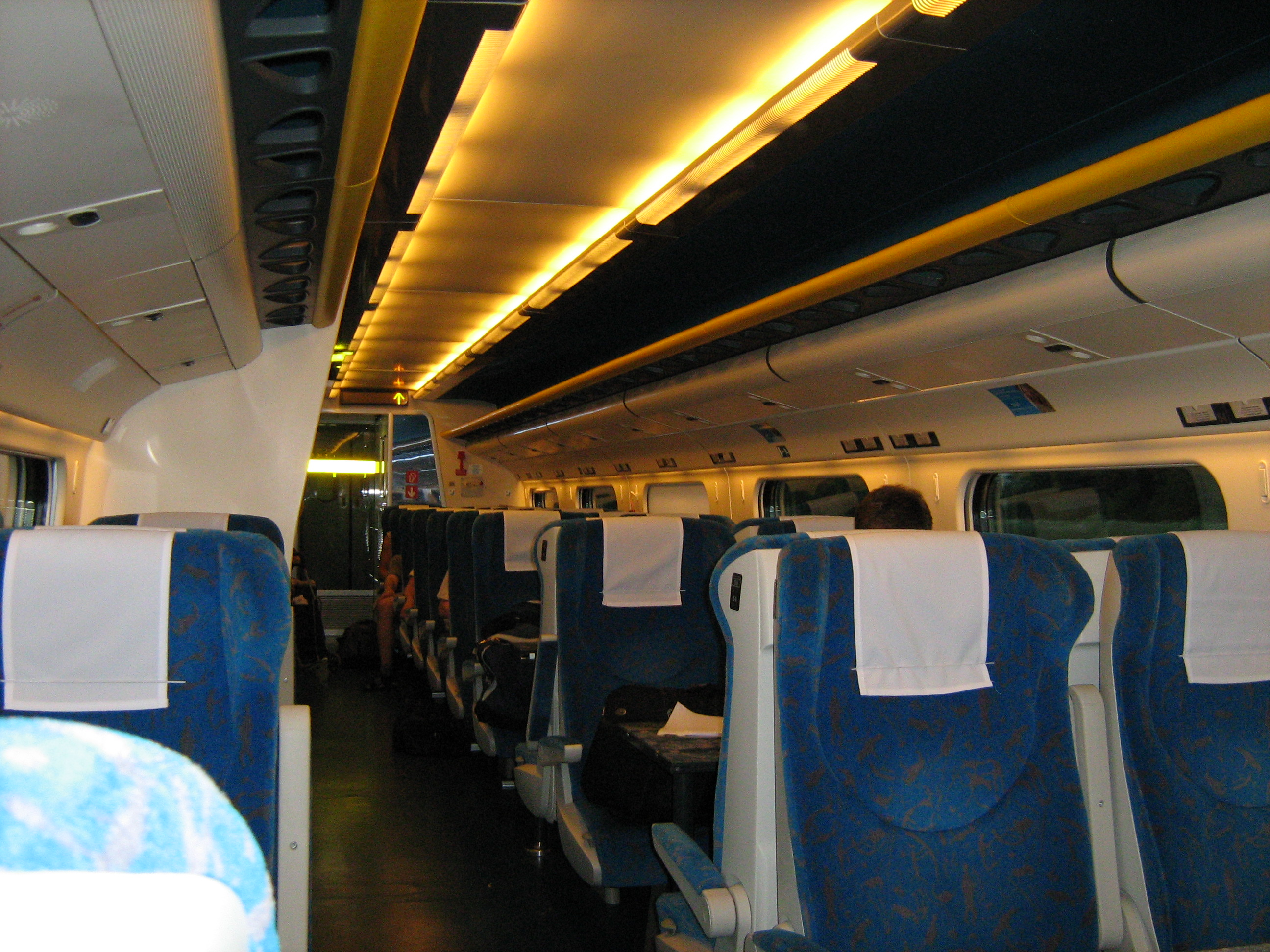
Interieur 2e klas